# Acadèmia Catòlica de Sabadell
Acadèmia Catòlica de Sabadell és un centre d'educació cristiana, fundat a Sabadell el 1871 per Fèlix Sardà i Salvany, representant del sector més integrista del catolicisme. Lluís Carreras i Mas, deixeble de Sardà, hi continuà la seva obra.
Actualment realitza activitats de formació com cursets, conferències, i seminaris de temàtica cultural. Volen potenciar les tradicions sabadellenques: romeria a Montserrat, Aplec de la Salut i Aplec de Togores. Edita el butlletí mensual Jcc Joventut Cultura Cristiana i disposa d'una biblioteca de temàtica religiosa amb els llegats de Sardà i Salvany i Camil Geis.
El 1991 va rebre la Creu de Sant Jordi pel seu compromís amb els valors cristians i d'arrelament a la història de Sabadell.

## Seccions[calcitació]
- Revista JCC
- Formació
- Biblioteca
- Taller de restauració
- Taller de pintura
- Banc de sang

## Entitats[calcitació]
- Agrupació Coral La Industrial
- Agrupació de Pessebristes de Sabadell
- Centre d'Esplai La Teranyina
- Càmera Club
- Sabadell més música
- Mans unides
- Tdah
- Frater
- Amics de sant Cristòfol
- Sabadell salut mental
- Plataforma per la llengua
- Dieta ideal

## Col·lectius[calcitació]
- Coral interparroquial
- Aplec de Togores
- Amics dels goigs
- Romeria de Sabadell a Montserrat
- Grup de lectura
- Vida creixent
- Moviment ecumènic
- Sabadell memorial
- Dones a l'església